# Trato corticoespinhal anterior

O trato corticoespinhal anterior está indicado em vermelho como 1b na figura

O trato corticoespinhal anterior é um pequeno ramo de fibras descendentes que conectam o córtex cerebral à medula espinhal. O trato é a menor parte do trato corticoespinhal, cuja maior parte é o trato corticoespinhal lateral.